# 图尔西普尔
图尔西普尔（Tulsipur），是印度北方邦Balrampur县的一个城镇。总人口21234（2001年）。

## 人口
该地2001年总人口21234人，其中男性11270人，女性9964人；0—6岁人口3338人，其中男1700人，女1638人；识字率54.99%，其中男性为61.97%，女性为47.10%。